# Rada de Kubán
La Rada de Kubán (en ucraniano: Кубанська Рада) fue la organización suprema de los cosacos de Kubán, que representaba a los jefes de los distritos. Su líder, el Nakazny Atamán era, sin embargo, nombrado por el zar. Tras la Revolución de Febrero de 1917, en abril de 1917 la Rada se proclamó a sí misma como administración suprema del óblast de Kubán. El 17 de septiembre del mismo año, la Rada adoptó una resolución para la formación de una legislatura. Tras la Revolución de Octubre de 1917, la Rada luchó contra el gobierno soviético, y proclamó la República Popular de Kubán el 28 de enero de 1918 con capital en Yekaterinodar.